# Greckokatolicka parafia w Birczy
Obecnie nieistniejąca greckokatolicka parafia w Birczy.

## Historia
Birczańska parafia greckokatolicka powstała przypuszczalnie w roku 1692 (w tym roku do Unii przystąpiła prawosławna diecezja przemyska). Powstała ona z wcześniej istniejącej w Birczy parafii prawosławnej.
Działalność parafii zakończyła się w 1947 (po zakończeniu Akcji „Wisła”), wraz z wysiedleniem ostatnich osób wyznania greckokatolickiego.
W 1956 planowano reaktywację parafii greckokatolickiej w Birczy, jednak z nieznanych przyczyn nie doszło to do skutku.

## Organizacja
Greckokatolicka parafia w Birczy należała do dekanatu birczańskiego eparchii przemyskiej.
Oprócz birczańskiej cerkwi, do parafii należały filialne cerkwie w Kotowie, Rudawce, Starej Birczy i Woli Korzenieckiej. Oprócz tych miejscowości, parafia w Birczy obsługiwała miejscowości, gdzie nie było cerkwi - Korzeniec, Boguszówkę i Nową Wieś.

## Księża

### Proboszczowie
- Iwan Nazarewycz do 1828
- Dmytro Garbera 1828-1844+
- Samujił Wysłockyj 1844-1848 (administrator parafii)
- Atanasij Kunjewycz 1844-1848 (administrator parafii)
- Samujił Wysłockyj 1848-1887+
- Ihnatij Hwozdowycz 1887-1920+
- Iwan Łebedowycz 1921-1922 (administrator parafii)
- Iwan Łebedowycz 1922-1944

### Wikariuszeparafialni
- Samujił Wysłockyj 1842-1844
- Karło Fedorowycz 1885-1886
- Jakiw Kosonockyj 1886-1887
- Antin Sawczyn 1905-1908
- Pawło Kopko 1910-1913
- Wasyl Cichowlas 1913-1918

## Literatura
- Dmytro Błażejowski, Historical sematism of the Eparchy of Peremysl including the Apostolic Administration of Lemkivscyna (1828–1939), Lwów 1995